# Az iszlám aranykora

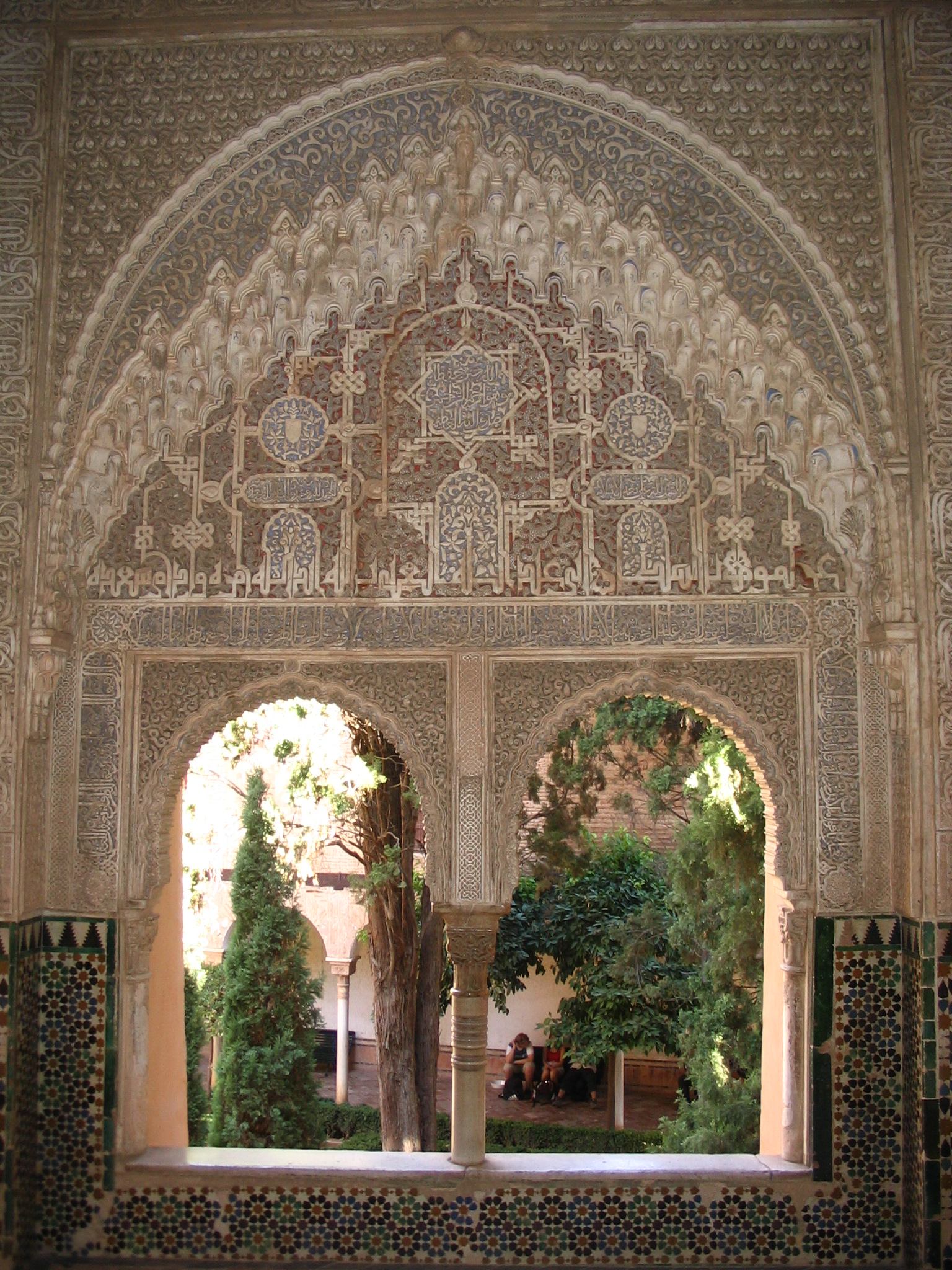
Iszlám díszítőművészet, Alhambra, Spanyolország

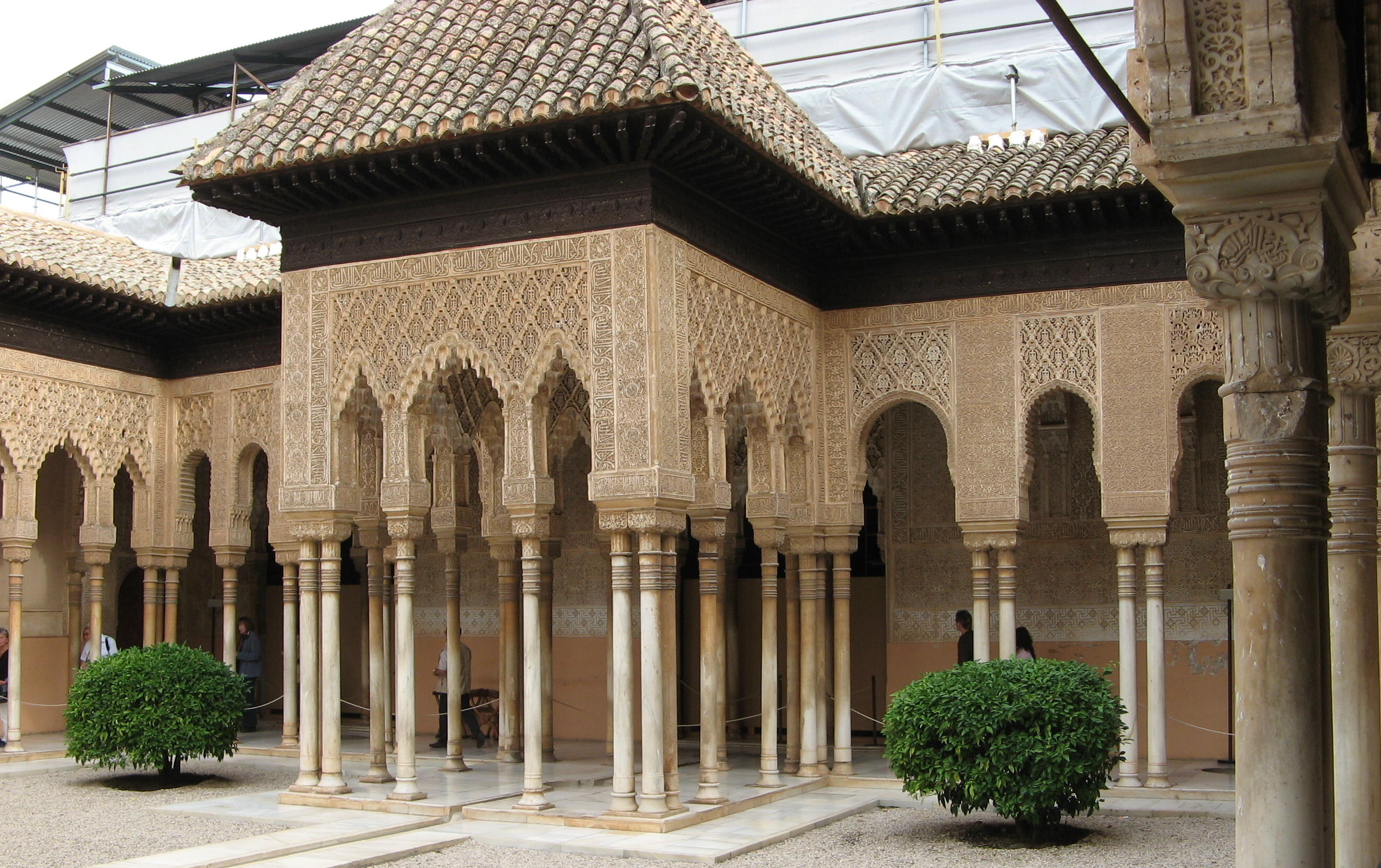
Az Alhambra Oroszlános udvara

Az iszlám aranykora, vagy más néven, az iszlám reneszánsz, általánosan elfogadott nézet szerint a 8. századtól 13. századig terjedő időszakra tehető. Az aranykor az Abbászida kalifátus összeomlásával ért véget a mongol invázió és Bagdad 1258-as ostroma miatt. Ebben a hosszú időszakban az iszlám világ katonai, gazdasági és kulturális fölénye volt jellemző a Nyugattal szemben, hiszen az iszlám kultúra ebben a korban maradandót alkotott mind mérnöki, tudományos, oktatási, gazdasági, művészi téren is, amiből a későbbi századokban a nyugat is profitált. 
Az iszlám aranykorát nem lehet egyetlen városhoz kötni, mert bár Bagdadban kezdődött, később, Bagdad hanyatlásával párhuzamosan, olyan városok váltak az iszlám tudományok és művészetek fellegvárává mint Kairó, Córdoba vagy Timbuktu, így az aranykor egyes kutatók szerint még a 14-15. századig kitartott.

## Kezdetek
Az iszlám hódítások következtében a 7–8. században a nomád arab törzsek birodalommá szerveződtek, létrehozták az addig létezett legnagyobb birodalmat. Az iszlám aranykorát a nyolcadik század közepétől számítjuk, az Abbászida kalifátus hatalomra kerülésével, mikor a főváros Damaszkuszból Bagdadba került át. Az Abbászidák szem előtt tartották a Korán és a hadísz parancsait, amely szerint: „A tudósok tintája egyenértékű a mártírok vérével” , ami a tudás megbecsüléséről szól. Ebben az időben vitathatatlanul az iszlám lett a világ szellemi központja, amit az Abbászida kalifák azzal is támogattak, hogy Bagdadban létrehozták a „Bölcsesség Házát”, ahol muszlim és nem muszlim tudósok gyűltek össze, és lefordították arabra a világ addig felhalmozott tudását. Számos ókori tudós munkája veszett volna el, ha nem fordítják le arabra. A rivális dinasztiák, mint a Fátimidák Egyiptomban vagy az Omajjádok Andalúziában, szintén igyekeztek a maguk Bagdadtól független szellemi központjaikat létrehozni Kairóban illetve Córdobában.
Ennek a kornak volt egyik fő találmánya Kínában a papír, aminek a technológiája a talaszi csatában (751) ejtett kínai foglyok révén jutott el az arabokhoz, akik aztán a gyártási technológiát a saját viszonyaikhoz igazították. A papír alkalmazása széles körben a 10. századtól terjedt, ami jelentősen olcsóbbá tette az írást, és lehetővé tette közkönyvtárak alapítását.

## Humanizmus
A legtöbb középkori muszlim gondolkodó humanista volt, és kialakult a racionális érveken nyugvó vita tudománya, a tekintélyek elfogadása helyett. A középkori muszlim írók szerelmes verseiben, történeti munkáiban, filozófiai, teológiai műveiben számtalan példára akadhatunk, hogy mennyire elterjedtek voltak ebben a korban a humanizmus eszméi, sőt, alkalmanként még a szekularizmusra, szkepticizmusra és a liberalizmusra is találunk példákat.
A vallási tolerancia lehetővé tette, hogy a kultúrák kereszteződjenek, és a muszlim, keresztény és zsidó kultúra hasson egymásra, amiből újfent a befogadó kultúra profitált.
Ebben a korszakban kelt újra életre számos fontos intézmény, amelyeknek gyökerei az ókorba nyúltak vissza, ám újra felfedezésüket az iszlám világnak köszönhetik. Ilyen intézmény volt a közkórház (az ókorban ezt a tevékenységet templomokban végezték), a közkönyvtár, az egyetem (az ókori akadémia) és az obszervatórium mint tudományos kutatóhely.

## Iszlám oktatás

### Alapfokú oktatás
Az iszlám világban az alapfokú oktatás célja a kezdetektől máig elsősorban a Korán és a hagyományok elsajátítása. Az iszlám kialakulása utáni időkben ennek helyszíne először a család, a hárem volt, ahol mind a fiú, mind a lány gyermekek elsajátították a vallás alapjait. Később a gazdag családok magántanárokat fogadtak, a tananyagot pedig az apa határozta meg, általában helyet kapott benne a költészet, szónoklattan és az illő viselkedés ismerete is.

#### Alapfokú iskolák alapítása

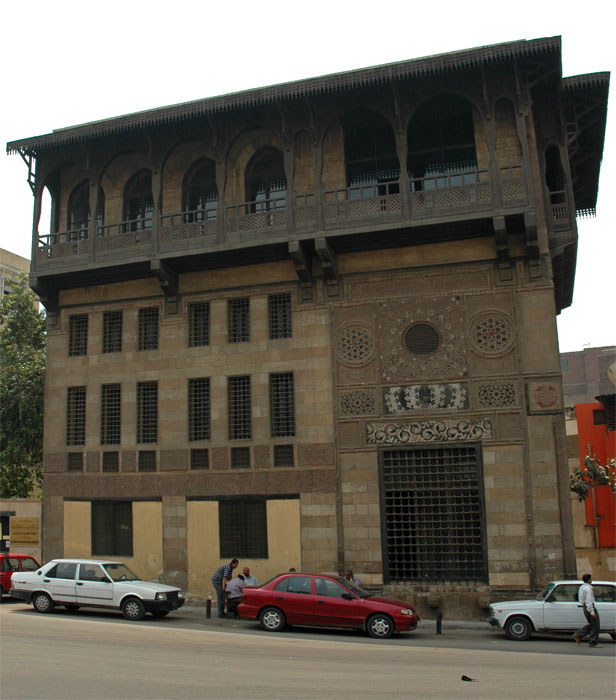
Kairói kuttáb

Idővel kezdett elterjedni az arab világban az alapfokú iskola, amelyben főleg írás és olvasás oktatása folyt, majd a 9. század közepétől az alapfokú vallási oktatást nyújtó iskolák is egyre szélesebb körben terjedtek. Az alapszintű iskolák elnevezésére szolgált kuttáb és a maktab, amelyek az írás tevékenységére utalnak, valamint perzsa területen a dabirisztán és Córdobában a mahdar.
Az iskolák alapítása mindig magánkezdeményezés eredménye volt, elsősorban az uralkodók és a példájukat követő gazdag moszlimok adományoztak pénzt iskolák alapítására, ennek megfelelően sosem vált hivatalos intézménnyé, bár az aranykorban a városi lakosság (legalábbis a fiúk) körében gyakorlatilag általánossá vált. Működtek külön a hátrányos helyzetű (szegény, árva) gyerekek oktatására szolgáló iskolák is. Különösen fontos szerepet játszott Nizám al-Mulk (1018 -1092) vezír, aki a szeldzsuk szultánok uralma alatt a birodalom szinte minden szegletében alapított iskolát.
Mindannyiszor, ha talált egy művelt embert egy adott városban, Nizám al-Mulk azonnal létrehozott számára egy iskolát, hogy ott tanítson. Jövedelmet biztosított neki, és ellátta könyvekkel.

#### Tananyag
Az alapfokú oktatás során a diákok írni és olvasni tanultak meg, valamint a Korán szövegét tanulmányozták, belőle passzusokat tanultak meg kívülről. Mivel az oktatás a Korán nyelvén folyt, ez is hozzájárult az arab nyelv elterjedéséhez.
A tananyag nagyjából ugyanaz volt az iszlám uralma alatt álló területeken, azonban hangsúlybeli eltérések voltak. Keleten nagyobb hangsúlyt fektettek a szép íráskép gyakoroltatására, míg nyugaton (főként Ibériában és Tunézia vidékén) fontosabbnak tartották az arab nyelv elsajátítását, így több figyelmet szenteltek a nyelvtannak.

#### Oktatási módszerek
Számos muszlim gondolkodó írt arról, milyen is a jó oktatási módszer. Általában egyetértettek abban, hogy apránként, folyamatosan ismételve, ismételtetve a tananyagot érhető el a legnagyobb hatékonyság. Ennek megfelelően a Korán tanulása során a tanító általában előolvasta a szöveget, majd a tanulók addig ismételgették, míg nem tudták. A közös tanulás elterjedt volt az olvasás oktatásánál is, a tanulók együtt olvastak, míg nem ismerték fel magabiztosan a betűket és össze nem tudták kötni őket. Egyes iskolákban kifejezetten törekedtek a csendes tanulás elsajátítására, volt, ahol a diákoknak az olvasás alatt vizet kellett a szájukban tartani.
A Korán szövegének elsajátítása alapvető fontosságú volt, ezért különböző memorizálási technikákat fejlesztettek ki. Különböző találós kérdések, aforizmák, közmondások, dalocskák, stb. hihetetlenül bő tárházát használták fel a történetek minél alaposabb rögzítésére. Emellett különböző gyógynövény-készítményeket is alkalmaztak a memória fejlesztése érdekében.
Az oktatási munka természetszerű részét képezte a fegyelmezés, hiszen enélkül nem lehetett volna a sok tanulóval egyszerre foglalkozni. Nem volt ismeretlen a testi fenyítés, de amelyik gyereket enélkül is rendre lehetett szorítani, azzal szemben nem alkalmaztak ilyen drasztikus eszközöket. A testi fenyítést általában szabályozták, tilos volt például arcra, fejre mérni az ütést, és a fiatal gyermekeket kímélni kellett. Az iszlám gondolkodói foglalkoztak a fenyítések gyermekekre gyakorolt hatásával, például Ibn Khaldún al-Muqaddima című művében azt írja, hogy a túlzott szigorúság káros a tanulónak. Általánosságban elmondható, hogy sem a nagyon fiatalokat (10 év alattiak), sem az ifjúkat nem verték, csak a 10 év körüli gyermekeket, őket is csak mértékkel és alaposan megfontolva minden ütés szükségességét. A büntetés mellett a fegyelmezés és a motiválás hatékony eszköze a jutalmazás, és a muzulmán tanítók éltek is ezzel az eszközzel. A jutalom lehetett pénzjutalom, de egyéb elismerés is. Egy elterjedt jutalom volt, hogy a legjobban teljesítő tanulót teveháton körbehordozzák a városban, és az ünneplő tömeg virágszirmot, mandulát, mogyorót szór a körmenet tagjaira.

### Felsőfokú oktatás
Az első ismert egyetem Perzsiában volt, a 9. században, ahol orvosokat képeztek, akik az egyetem elvégzése után doktori diplomát kaptak. John Bagot Glubb, brit katona és orientalista írta:
Mamun idejétől fogva az orvosi képzés megélénkült Bagdadban. Az első közkórház Hárún ar-Rasíd kalifátusa alatt létesült. Ahogy a közkórházak szaporodtak, úgy lett szükség egyre több belgyógyászra, sebészre, akiket egyetemeken képeztek, és igazolásul diplomát kaptak, ahogy az iskolát elvégezték. Az első közkórház Egyiptomban 872-ben létesült, és innen terjedt át a birodalom többi részére, Spanyolországtól Perzsiáig.
A Guinness Rekordok Könyve szerint az első mai értelemben vett, több fakultású egyetem a marokkói Fezben létesült 859-ben. A máig fennálló Azhar Egyetem Kairóban létesült a 10. században, és már posztgraduális képzést is nyújtott.
A 10 században Córdoba városában 700 mecset volt, 60 000 palota és 70 közkönyvtár, amelyek közül a legnagyobb 600 000 kötetet, tudományos értekezéseket, versesköteteket, vitairatokat, antológiákat, amelyek évenként jelentek meg, andalúziai költők, írók műveiből. A kairói könyvtár azonban még ennél is nagyobb volt, 2 000 000 kötetet tartalmazott, a Tripoliban a keresztesek által elpusztított könyvtár pedig 3 000 000 kötetes volt.
Az iszlám aranykorának másik jellemzője a polihisztorok nagy száma volt, akik a tudomány több számában is járatosak voltak. Az iszlám polihisztorokat arab szóval „hakeem”-nek nevezték, és az ismeretek széles tárházával rendelkeztek a tudomány különböző területein, a vallásban és az oktatásban. A polihisztorokat főként az oktatásban alkalmazták, ahol ritka volt az egyetlen szakterületre specializálódott tudós.
Egy iszlámmal foglalkozó tudós írta[forrás?]:
Az olyan polihisztorok, mint Bírúní, Dzsáhiz, Al-Kindi, Omar Khajjám és több ezer társuk nem kivételek, hanem az iszlám reneszánsz fő áramlatát jelentik. A klasszikus iszlám civilizációt a polihisztorok nagy száma jellemzi. Ez az iszlám kultúra heterogén mivoltából adódott, hogy az írástudóknak egyszerre több területen is jártasnak kellett lenniük.

## Az iszlám globalizáció
A globalizáció legkorábbi formái az iszlám aranykorára nyúlnak vissza, mikor az ismeretek, a kereskedelem és a gazdaság, az addig egymástól elzárt régiók az iszlám birodalomban integrálódtak, a muszlim felfedezők, tengerészek, tudósok, kereskedők és utazók révén.
Néhányan ezt a kort „pax islamica” vagy a „Afrika és Ázsia felfedezésének kora” névvel illetik, mikor az iszlám meghódította Délnyugat-Ázsiát és Észak-Afrikát, a muszlim kereskedők és felfedezők pedig bejárták az addig ismert világot, nyugaton az Atlanti-óceántól a Földközi-tengerig, míg keleten a Dél-kínai-tengerig. Ez azt jelenti, hogy a 7. és a 13. század között az iszlám birodalom volt a világ vezető gazdasága.

## Gazdaság

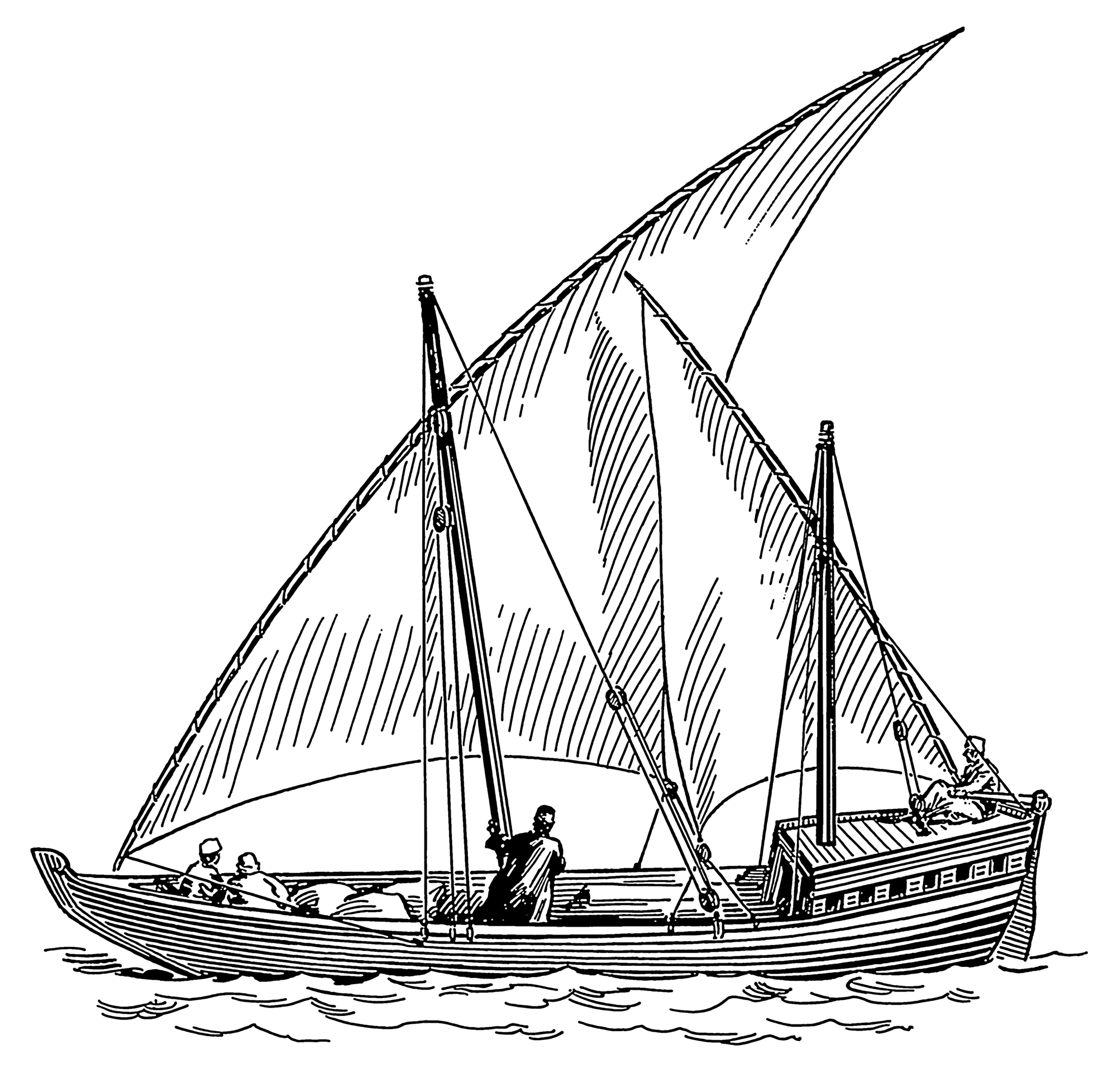
Dau, az arab kereskedők jellegzetes hajótípusa

Egy sor olyan műszaki találmány, ami a mai napig használatos, a középkorban volt kifejlesztve, és olyan muszlim feltalálók kreativitását dicséri, mint al-Dzsazari, akit a mérnöki tudomány atyjaként emlegetnek.
Az iszlám aranykora az addigi mezőgazdaság átalakulását is jelentette, ami az „iszlám agrokulturális forradalom” néven vonult be a történelembe.
A globális gazdaság korai formáit az iszlám kereskedők hozták létre az addig ismert világban mindenhol, ahol megtelepedtek. Ez magával hozta számos olyan növény világméretű elterjedését, amit addig elszigetelt régiókban termeltek, ezzel egy időben pedig a termelésükhöz szükséges technikák is elterjedtek. Olyan növények terjedtek el, mint a cirok Afrikából, a citrusgyümölcsök Kínából, és számos növény Indiából, mint a rizs, a mangó, az ipari növények közül pedig a gyapot és a cukornád. Néhány szakértő „növényi globalizációnak” nevezi ezt a kort, ami együtt járt a növénytermesztés gépesítésével, ami a termés növekedését hozta magával, ami további messzemenő változásokat hozott a gazdaságban, a népszaporulatban és a városok növekedésében stb.
A megnövekedett termés szükségessé tette a növények ipari méretű feldolgozását, ami először a cukorgyártásban jelentkezett, és így létesültek az első üzemek a cukor feldolgozására és finomítására. A cukrot a 8. századtól terjesztették el az arabok és a berberek szerte a birodalomban.
Ebben az időben dolgozták ki a máig használatos szántási módszert, amikor egy terület kétszer volt egy évben megszántva.

## Iszlám kapitalizmus
A kapitalizmus, mint szabad piac, a kalifátus korára nyúlik vissza, ahol a piacgazdaság kifejlődött, és a szabad kereskedelem első formái létrejöttek a 8. és a 12. század között. A monetáris gazdaság egy erős valután (dinár) alapult.
Új üzleti technikák és formák fejlődtek ki, szervezetek alakultak, amelyek a gazdaságot és a kereskedelmet szervezték meg. Ebben a korban jelentek meg olyan máig használatos üzleti formák, mint a hitellevél(a hitelkártya egy korai formája), a pénzre beváltható csekk, az üzleti szerződések, a nemzetközi piac stb. Olyan kifejezések kerültek be ekkor a köztudatba, mint a profit, a veszteség, a tőke, a tőkemozgás, a tröszt, a bankár, a pénzváltó, a kettős könyvelés stb. a korai kapitalizmusnak ezek a formái aztán a középkori Európában adaptálódtak a 13. században.
A bankrendszer főként a kereskedelemben volt hatásos, hiszen lehetővé tette a nehézkes pénzforgalom nélküli kereskedelmet, azonkívül külső befektetők bevonását.

## Technológia
A világ az iszlám mérnököknek köszönhet számos forradalmi újítást, mint a vízi erő ipari méretű alkalmazása, a szélenergia hasznosítása, a gőzerő kiaknázása, és a fosszilis energiahordozók, mint a kőolaj. Az első vízimalmok a 7. században létesültek, míg a 9. századtól széles körben elterjedtek.
A muszlim mérnökök számos olyan műveletet tettek ipari méretűvé, amit az ókorban még kézi erővel végeztek. A 18. századi európai ipari forradalmat tulajdonképpen egy ezt megelőző középkori iszlám ipari forradalom tette lehetővé.
Számos iparág illetve technológia fejlődését a már említett „iszlám agrokulturális forradalom” segítette elő, mint: az asztronómiai műszerek kifejlesztése, a kerámiagyártás, a vegyipar, a desztillálási módszerek, az üveggyártás, a papírgyártás, az illatszergyártás, a gyógyszerkészítés, hajóépítés, textilszövés, az ásványok bányászata stb. Az első üzemek is ezekben az iparágakban létesültek.
Ezek a technológiai ismeretek a késő középkori Európába is eljutottak, főként a 12. századi latin fordítások révén. Például az első üveggyártó üzemek Európában a 11. században létesültek Bizáncban.

## Iszlám emancipáció
A kalifátusokban különböző etnikai csoportokhoz, valamint vallási közösségekhez tartozó munkaerőt alkalmaztak. A női munkaerőnek nem volt jól elkülöníthető alkalmazási területe, habár a textilipar főleg a nők monopóliuma volt. Általánosságban azonban a nőket ugyanazokban a munkakörökben alkalmazták, mint a férfiakat (pl. a mezőgazdaságban, az építőiparban, az oktatásban, az egészségügyben, a gazdaságban stb.).

## Urbanizáció
A kalifátusokban a városok növekedésével megjelent az urbanizáció, a városrendezés. Az egyes városnegyedekben az emberek etnikai és vallási közösségek szerint telepedtek meg. Ez pusztán praktikus szempontból volt így, hiszen így minden közösség élhette a saját életformáját, anélkül, hogy ezzel a másikat zavarta volna. Ezek a negyedek a fallal körülvett városmagon kívül jöttek létre, és így tulajdonképpen ezek voltak felelősek a városok terjeszkedéséért. A lakott városokat vették körül a különböző közösségek temetői, amelyek gyakran a bűnözőknek is menedéket adtak.
Az újkorban először ezekben a városokban volt vízvezeték rendszer, nyilvános fürdők, szökőkutak, nyilvános kutak, nyilvános vécék stb. Az előbbiekben már említettük Córdoba példáját, ahol 700 mecset, 60 000 palota, és 70 könyvtár volt.

## Az iszlám tudománya

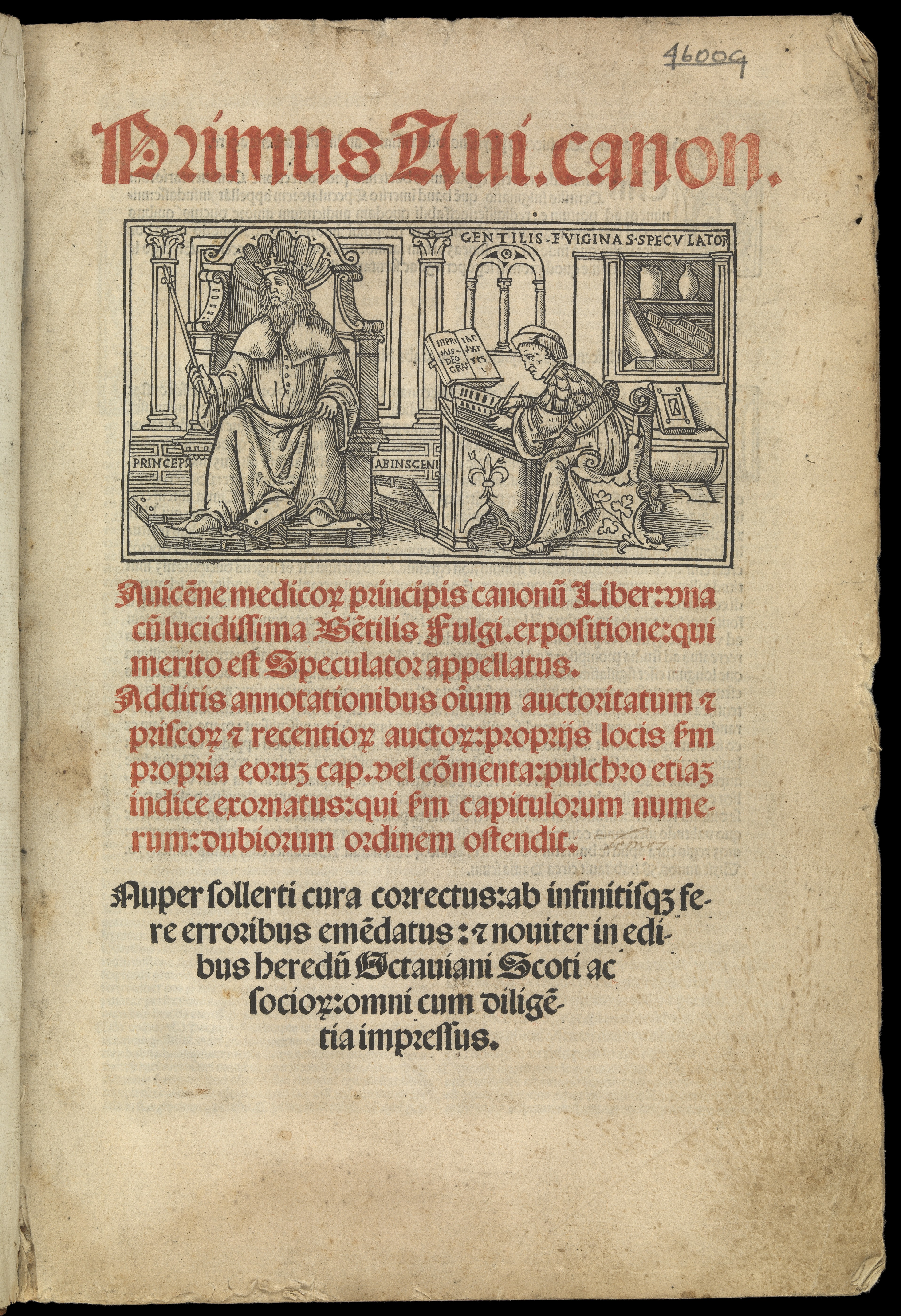
Avicenna, "Primus (et secundus) Avicennae..", Heirs of O. Scotus, Velence, 1520

Számos tudós úgy tekint az iszlám reneszánsz tudományára (amelyet épp ezért iszlám kulturális forradalomnak is hívnak), mint ami lefektette a modern tudományosság alapjait azzal, hogy kifejlesztette a korai tudományos módszereket, amely az empirizmuson, a kísérletezésen és a tudományos spekuláción alapult.
Az arab tudomány fejlődésének nagy lökést adott, mikor a 9-10. században arabra és perzsára fordítottak számos ókori görög és indiai tudományos művet (köztük Eukleidész, Arkhimédész, Apollóniosz, Hérón, Ptolemaiosz, Diophantosz és Arisztotelész írásait). Ezeket az ismereteket a kínai, perzsa, egyiptomi és horezmi vívmányokkal kiegészítve, azokat összehangolva fejlesztették tovább a tudományokat.
A tudományos módszerek fejlődése különösen Al-Hajszam (Alhazen) (965–1040) munkásságában követhető nyomon, aki a 11. században élt, és akit az utókor a kísérleti fizika úttörőjének tisztel. A legfontosabb fejlődés az volt, hogy különbséget tettek a kísérletekkel alátámasztott, egzakt tudomány, és a tudományos teóriák közt. Alhazen írta az Opticae Thesaurus című művet, amiben forradalmasította az optika tudományát azzal, hogy felismerte, a fény sugarak formájában éri el a szemet, ennek demonstrálására pedig kifejlesztette a camera obscura nevű optikai készüléket. Ezért is nevezi őt az utókor az első tudósnak.

### Vegyészet
Dzsábir ibn Hajjánt (Dzseber) (†813) tekintjük a vegyészet úttörőjének. Neki köszönhető a korai kémiai kísérleti tudományos módszer kifejlesztése, és számos vegyészeti eljárás, mint a desztilláció, a krisztallizáció, az oxidáció stb is neki köszönhető.
A klasszikus alkímia feltételezte egy fém más fémmé történő átalakítását, de ezt először Jaakúb ibn Iszhák al-Kindi (801–873) cáfolta meg, akinek olyan követői voltak, mint Ibn Szína (Avicenna) (908–946).

### Orvostudomány

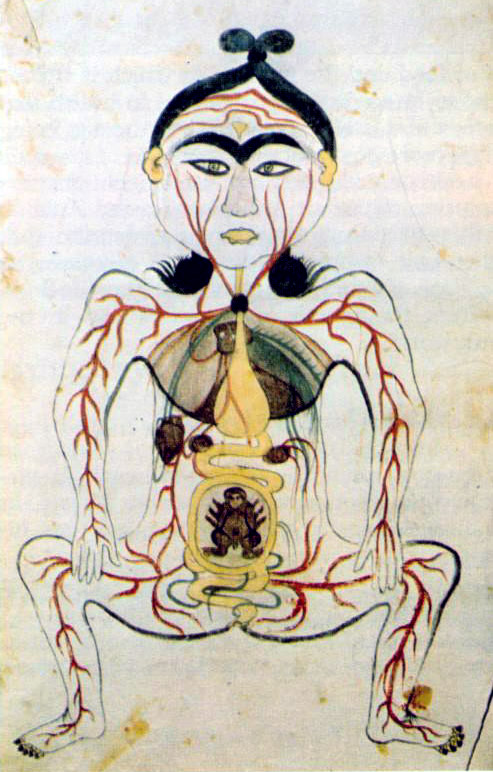
Mansur ibn Ilyas: Az emberi test anatómiája. (Perzsia, 17. század)

A muszlim tudósok számos jelentős eredményt értek el az orvostudományban, beleértve az anatómiát, a patológiát, a gyógyszervegyészetet, a élettant, a sebészetet stb. Nekik köszönhetjük a legkorábbi kórházakat, az elmegyógyintézeteket, az orvosok oktatását. Al-Kindi írta a Da Gradibus című munkát, amelyben elsősorban a farmakológia és a négy alapminőség (hideg-meleg, száraz-nedves) matematikai összefüggéseivel foglalkozott
Abu al-Kázim (Abulcasis) segített lefektetni a modern sebészet alapjait azzal, hogy sebészeti eszközök sokaságát fejlesztette ki.
Al-Hajszam (Alhazen) a szemsebészetben vezetett be fontos újításokat, azzal, hogy megmagyarázta a fény útját a szembe (őelőtte az volt az elfogadott, hogy a szem bocsát ki fényt).
Avicenna a kísérleti orvoslást vezette be, felfedezte a fertőző betegségeket, először alkalmazta a karantént és a klinikai vizsgálatokat, és leírt számos gyógyszeres kezelést az „A gyógyászat kánonja” című művében.
Ibn Zúr (Avenzoar) volt az első ismert kísérleti sebész a 12. században. Állatokon végzett kísérletekkel fejlesztette ki azokat az eljárásokat, amiket aztán betegein végzett.

### Orvosi etika

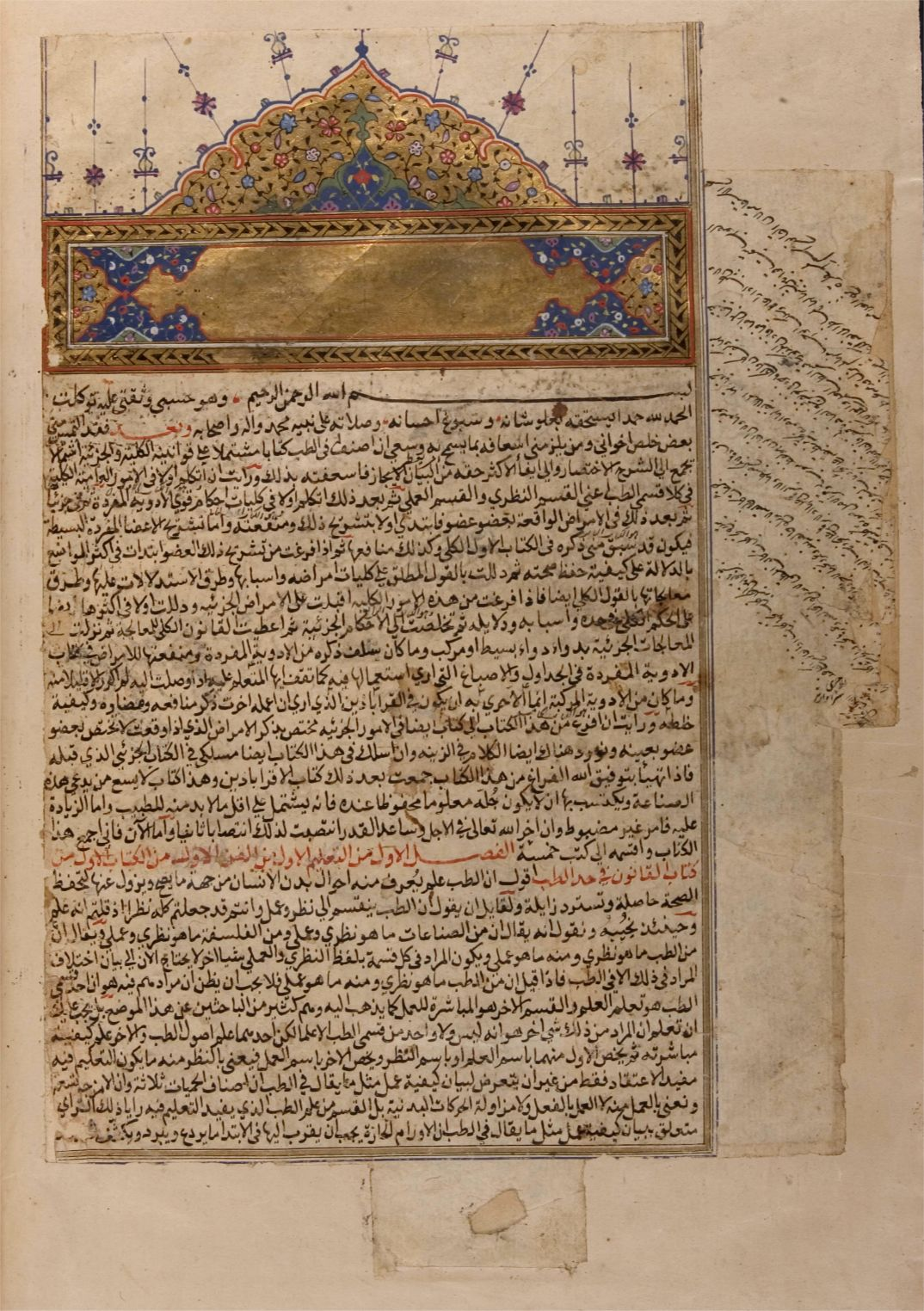
Avicenna orvosi tanításainak, a Kánonnak egy díszes lapja

Az általános gyógyítási eljárásrend szabályozta azokat az etikai alapokat, amelyeket az orvosoknak követniük kell a gyógyításban. Ezeket az alapelveket Iszák bin Ali al-Rávi (854–931) dolgozta ki. Az ő munkáját orvosok nemzedékei használták kézikönyvként, ami alapján a beteg állapotát minden látogatás alkalmával ki kellett vizsgálni. Ha pedig a páciens meghalt, le voltak írva azok a vizsgálatok, amelyeket el kellett végezni, és csak ezek eredménye után volt megállapítható a halál beálltának oka.

### Csillagászat
Bagdadban és állítólag Damaszkuszban Al-Mamún abbászida kalifa építtette az első obszervatóriumokat a 8–9. század fordulóján. Ő maga is csillagász volt, aki kiszámította a Föld kerületét, továbbá arabra fordíttatta Klaudiosz Ptolemaiosz Almageszt című művét.
A 9. században az arab csillagászok pontosították Ptolemaiosz számításait, összeállították az ún. Damaszkusz-táblázatot, amely a 13. századig a csillagok legpontosabb jegyzéke volt. Ennek a korszaknak az emléke az a számos csillagászati kifejezés, és csillagnév is, amelyek arab eredetűek. A csillagászat fejlődésének az iszlám birodalomban mozgatórugója a vallás volt, amely megkövetelte az imaidők pontos meghatározását, és az épületek tájolását.
Több tudós úgy véli, hogy az arabok évszázadokkal Kopernikuszt megelőzve eljutottak a heliocentrikus világképig.

### Fizika
A kísérleti fizika a már említett Al-Hajszam (Alhazen) munkásságával vette kezdetét, akinek az „Optika könyve” című műve a legnagyobb hatású mű volt a fizika történetében Isaac Newton könyvéig.
A tudományos kísérletezés módszere rövidesen megjelent a mechanikában is, Al-Bírúni (973–1048) munkássága révén, aki korai előfutára volt Newtonnak. Ebben a korban már számos muszlim tudós rájött olyan törvényszerűségre, amiket évszázadokkal később Newton foglalt rendszerbe.

### Matematika
Az iszlám világ a matematikában is messze az európaiak előtt járt ebben a korban, mind elméleti téren, mind a gyakorlati alkalmazás tekintetében. Az arab matematikusok foglalkoztak négyzet- és köbgyökvonással, arányosságokkal, közelítő számításokkal, megkülönböztették az egyenletek különböző típusait, és ismerték az irracionális szám fogalmát.
Eredményeik közt ebben az időszakban meg kell említeni az algebra fejlődését, és az algoritmust, amelyek Muhammad ibn Músza al-Hvárizmi munkásságának köszönhetők. Omar Hajjám (1048–1131) perzsa költő munkálkodott a matematika területén is. 1074-ben született művében ő kezelte először a matematika különálló ágaként az algebrát, foglalkozott a harmadfokú egyenletek megoldásával, azonkívül bevezette a racionális számok fogalmát.
A gyakorlati igények is új eredményekre sarkallták az iszlám matematikusait, többek között a csillagászat, a naptárkészítés, a földmérés, a navigáció területén. Főként a földmérés, építészet és a különböző műszaki szerkezetek konstrukciója, tökéletesítése során látták hasznát a geometria (többek között a trigonometria) terén végzett munkájuknak.
A 9. századtól Bagdadban fontos matematikai iskola működött, melynek falai között a fent említett al-Hvárizmi mellett olyan tudósok dolgoztak, mint al-Fargání, Habas al-Hászib, Ibn Turk, a Banú Múszá testvérek, al-Kúlú vagy al-Karki.

### Az arab tudományról általában

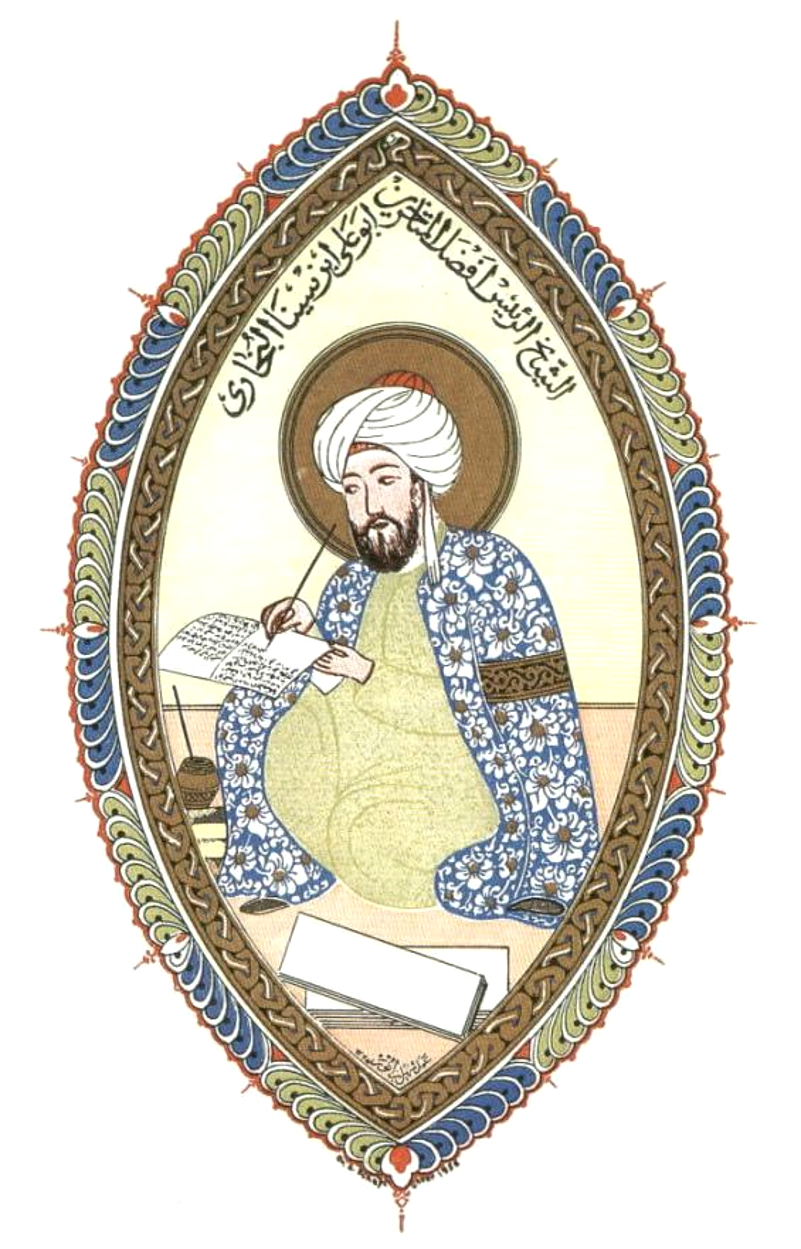
Avicenna, aki orvosként, költőként és logikusként tevékenykedett, filozófus és teológus is volt

Az arab tudomány sok egyéb eredményével nem foglalkoztunk itt, amelyek túllépnek egy szócikk keretein. Mindenesetre az megállapítható, hogy az arab tudósok a tudomány szinte valamennyi területén jelentős eredményt értek el.
Az itt tárgyalt területeken kívül a biológiában (anatómia, botanika, evolúció, zoológia stb), a földtudományokban (kartográfia, geodézia, geográfia stb), a társadalomtudományokban (pszichológia, demográfia, szociológia stb).

## Az aranykor művészete
Az aranykor művészete a 8. századtól a 16. századig terjedt, mikor a keramika, üveg és fémművesség, textília, kézirat illusztráció és a fafaragás virágzott. Az iszlám kultúra újítása a lüszteres kerámia, mikor fémes anyagot kevernek a mázba, s így a kiégetés után ragyogó, fémes felületet kaptak.
A kéziratok illusztrációja elismert művészet lett, csakúgy, mint a miniatúrafestészet, ami Perzsiában virágzott. A kalligráfia, mint önálló művészeti ág, a kéziratok illusztrálásából és az építkezéseknél használt díszítőelemekből fejlődött ki.

### Építészet

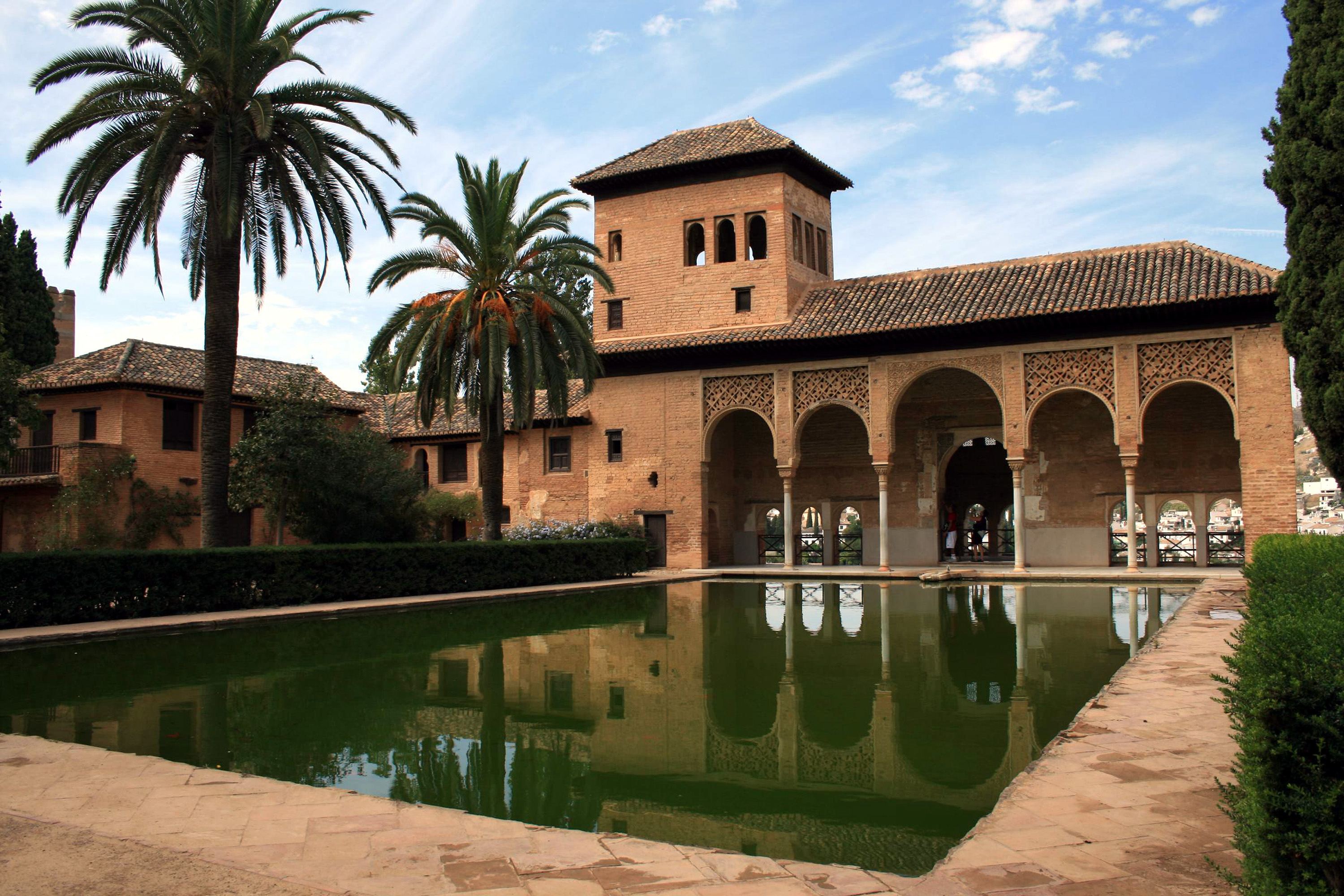
Az Alhambra látképe

A kínai Xianban lévő nagy mecset építése 740-ben volt befejezve, míg a szamarai nagy mecset Irakban 847-ben készült el.
Az arab hódítás után Spanyolországban 785-ben kezdték el építeni a córdobai nagymecsetet, és ezzel kezdetét vette a mór építészet korszaka Spanyolországban. A mór építészet legnagyszerűbb teljesítménye Spanyolországban a granadai Alhambra, ami egyszerre volt palota és erőd.
Másik kitűnő példája az iszlám építészetnek a Mogul Birodalom építészeti stílusa Indiában, a 15–17. században. Ez a stílus ötvözte az iszlám és a hindu stílusjegyeket. Világszerte ismert példája a Tádzs Mahal Agrában, vagy Akbar mogul szultán vára, a Vörös Erőd.

#### Tádzs Mahal

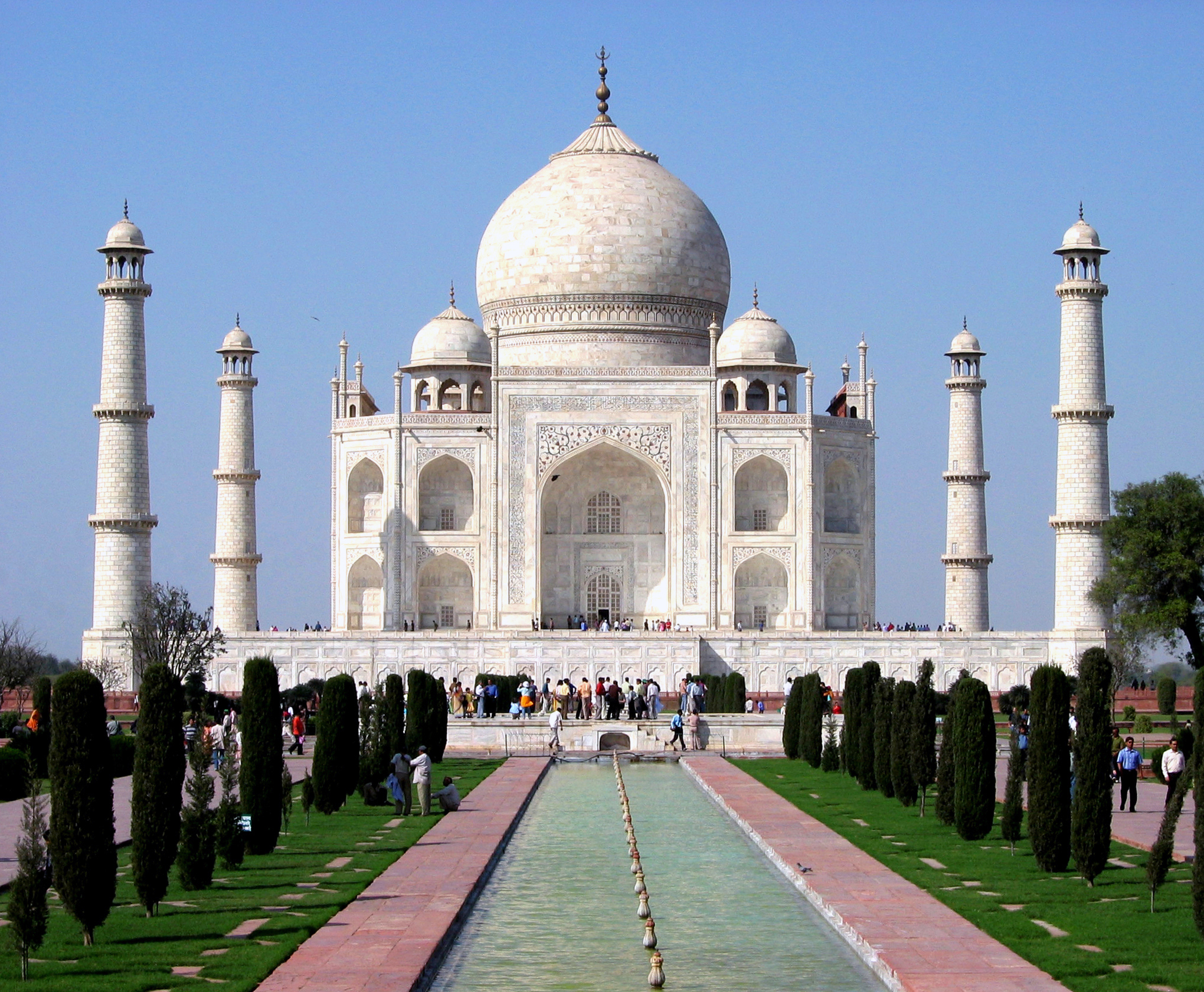
A Tádzs Mahal

A Tádzs Mahal nem köthető egyetlen építész nevéhez, mivel Sáh Dzsahán a „legszerelmesebb király” az iszlám világ minden részéből összegyűjtött a legnagyszerűbb építészeket. Sőt, egyes szakértők még azt is feltételezik, hogy az építkezésben egy itáliai építész Girolamo Veroneo is részt vett. És csakugyan, művészettörténészek a Tádzs Mahalban az itáliai építészeti stílust is felfedezni vélik.[forrás?]

### Irodalom

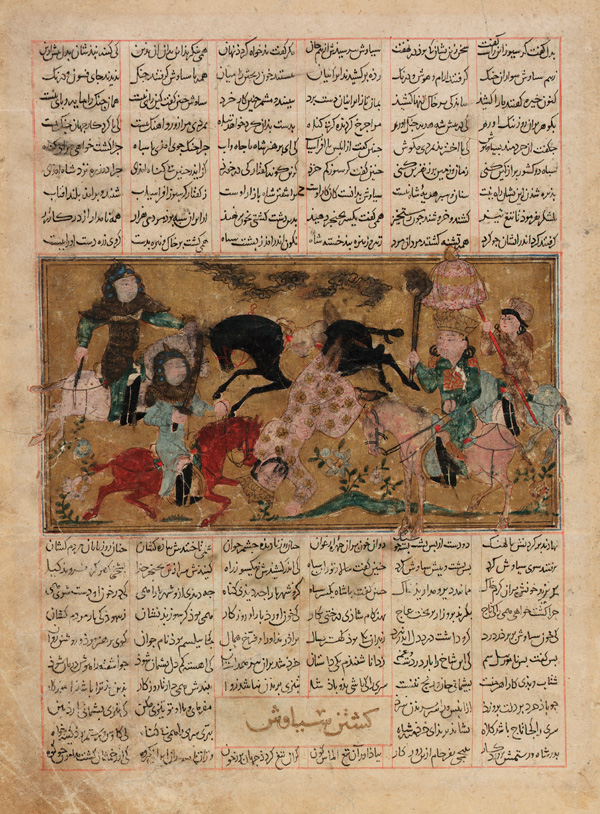
Csatajelenet a Sáhnáme egy oldalán

### Filozófia
Averroes az averroista filozófiai irányzat megalapítója, és bevezette a teológiába a kettős igazság fogalmát. Ez azt jelenti, hogy a vallás magasabbrendű igazságát csak az ismerheti meg aki szellemileg is magasabb szinten áll, az egyszerű hívőket ez csak megzavarja.
Az arab filozófusok, mint Jaakúb ibn Iszhák al-Kindi (Alkindus) Ibn Rusd (Averroës, és a perzsa Ibn Színá (Avicenna) jelentős szerepet játszottak Arisztotelész munkásságának újra felfedezésében, amely nagy hatással volt mind a keresztény, mind az iszlám világi filozófiára. Szintén gondolatokat vettek át a kínai és az indiai filozófiából is, amiket beépítettek a saját filozófiájukba.

#### Kalám
Az iszlám dogmatikából kinőtt filozófiai áramlatot hívjuk kalám-nak /beszélés, szóbeli taglalás/, amelynek művelői a mutakallimok /beszélők/. A mutakallimok nem fogadták el magatól értedőnek az ortodoxok tanítását az isteni igazságról, ezért azt a dialektika módszerével megvitatták, beszéltek róla.

## A mongol invázió és hatása
Miután a keresztes hadjáratok megingatták az iszlám világ stabilitását a 11. században, a 13. században keletről egy újabb veszély jelentkezett: a mongolok. 1206-ban Dzsingisz kán Közép-Ázsiában megalapította a Mongol Birodalmat, ami hamarosan terjeszkedni kezdett. A mongolok gyorsan meghódították Eurázsia nagy részét, keleten Kínát, Oroszországot, a Abbászida Kalifátust, Hvárezmet, és Dzsingisz utódai nyugaton már Kelet-Európát, valamint a Közel-Keletet fenyegették.
A közvetlen ürügyet a mongol hódításra az szolgáltatta, hogy a mongol követeket a Hvárezm sahok lemészárolták. A kereskedelmi útvonalak birtoklása miatt, az akkor fénykorát élő, az Aral-tótól Mezopotámiáig terjedő és viszonylagos gazdagságban regnáló Hvárezm-sahokkal 1218-ban, az úgynevezett otrari incidens során került összeütközésbe a Mongol Birodalom, amikor Otrar hvárezmi kormányzója a mintegy száz főből álló mongol kereskedőkaraván tagjait kémeknek nyilvánította, és Alá ad-Dín Mohamed (1200–1220) Hvárezm-sah közvetlen utasítására kivégeztette. Ezután indult el Hülegü kán Bagdad elfoglalására 1258-ban. Végül ez a hadjárat jelenti az iszlám aranykora vagy iszlám reneszánsz végét, hiszen elpusztítja legjelentősebb szellemi központját, és ezt a csapást már sose tudta kiheverni az iszlám világ. Később újabb hódítók jelentkeztek, elsősorban a Brit Birodalom, ami a saját birodalmába olvasztotta Ázsia és Afrika nagy részét.